# Béré (Côte d'Ivoire)
Pour les articles homonymes, voir Bere.
Béré est une région de la Côte d'Ivoire située dans le district du Woroba. 

## Géographie
La region du Béré est localisée au centre-nord de la Côte d'Ivoire, à 520 km d'Abidjan. Elle couvre une superficie de 13 293 km2 et un réseau routier de 4 367 km.
Cette region regroupe trois départements, à savoir : Mankono, Dianra et Kounahiri. Elle dispose de neuf sous-préfectures que sont (Tiéningboué, Bouan-dougou, Dianra-Village, Marandallah, Sarhala, Kongasso) et de six communes (Mankono, Dianra, Kounahiri, Tiéningboué, Sarhala et Kongasso) et cinq-cent-soixante-et-un villages.

## Démographie
La région a une population estimée à 492 151 habitants (RGPH 2021).
| Année | Population |
| ----- | ---------- |
| 2014  | 389 758    |
| 2021  | 492 151    |